# Canadian Football League
Die Canadian Football League (CFL; französisch Ligue canadienne de football; deutsch Kanadische Footballliga) ist eine professionelle Sportliga in Kanada, in der Canadian Football gespielt wird. Die Liga besteht aus insgesamt neun Teams: vier Teams in der Eastern Conference und fünf Teams in der Western Conference. Zeitweise versuchte man auch, einige US-amerikanische Teams in die Liga einzugliedern, was aber mit Ausnahme der Baltimore Stallions nicht sehr erfolgreich war. Die CFL wird gemeinhin nach der NFL als zweitbeste Football-Liga der Welt angesehen und gilt als erste Option für alle NCAA-Spieler, die es nicht in die NFL schaffen. In ihrer heutigen Form besteht die CFL seit 1958.
Alle CFL-Spiele werden in Kanada auf TSN, in den USA auf ESPN oder ESPN2 und in Großbritannien auf BT Sports übertragen. Des Weiteren kann man die Spiele auch auf dem Streamingdienst ESPN+ schauen.
Saisonhöhepunkt sind die Playoffs, das Endturnier der besten Teams der Liga um den Meisterschaftspokal, den Grey Cup. Hierbei steht der Grey Cup sowohl für die Meisterschaftstrophäe als auch für das Endspiel an sich. Der Grey Cup ist das meistgesehene jährliche Sportereignis in ganz Kanada. 2017 lief der Grey Cup auf TSN auf durchschnittlich 4,3 Millionen Fernsehgeräten in Kanada. Im Verlauf des Spiels haben 10,6 Millionen Menschen und somit 30 % aller Kanadier auf TSN geschaltet. Das meistgesehene CFL-Spiel auf ESPN war das Debütspiel von Johnny Manziel im Jahr 2018, welches auf 406.000 Fernsehgeräten in den USA lief.
Seit dem 31. Januar 2019 hat die CFL im Rahmen der CFL 2.0 eine Partnerschaft mit der deutschen GFL geschlossen. GFL-Spieler können nun im neuen europäischen Format des jährlichen CFL-Drafts, dem European CFL Draft 2019, von einer der neun Mannschaften gezogen werden. Wiederum haben es kanadische U-Sports- und NCAA-Spieler leichter, in der GFL zu spielen, falls sie den Sprung in die NFL oder CFL nicht schaffen.

## Geschichte
Die ersten kanadischen Footballteams spielten in der Canadian Rugby Football Union (CRFU), die 1884 gegründet worden war. Die CRFU mutierte unter dem Namen Canadian Rugby Union im Jahr 1884 zur Dachorganisation verschiedener Ligen. Zwischen den 1930er und 1950er Jahren entwickelten sich zwei Unterligen der CRU – die Interprovincial Rugby Football Union aus dem Osten und die Western Interprovincial Football Union aus dem Westen – zu professionellen Ligen und gründeten zusammen den Canadian Football Council, der 1958 die CRU vollständig verließ und fortan unter dem Namen Canadian Football League fungierte.
Mittlerweile ist die CFL zur fünftgrößten Sportliga Nordamerikas gewachsen und wird weithin als die zweitbeste Gridiron-Football-Liga weltweit gesehen. Sie bezieht ihre Spieler in ihrem jährlichen CFL Draft vorwiegend aus der NCAA, der kanadischen U Sports Liga und der CJFL, der Canadian Junior Football League. Ab der 2019 Saison werden auch Spieler aus Mexiko im CFL-LFA Draft und Spieler aus Europa im European CFL Draft 2019 gezogen.
In den letzten Jahren konnte die CFL mit einer besonders hohen Anzahl an weltweit bekannten Footballspielern, insbesondere in den USA auf sich aufmerksam machen. Darunter zählen ehemalige Spieler wie Doug Flutie, Johnny Manziel, Michael Sam, Jeff Garcia und Warren Moon, als auch noch aktive Spieler wie James Wilder Jr., Donald de la Haye, Darian Durant, Bo Levi Mitchell, Mike Reilly, Jeremiah Masoli, Trevor Harris, Duron Carter und Chad Owens.
Des Weiteren spielte Dwayne Johnson 1995 kurzzeitig für die Calgary Stampeders.

## Format

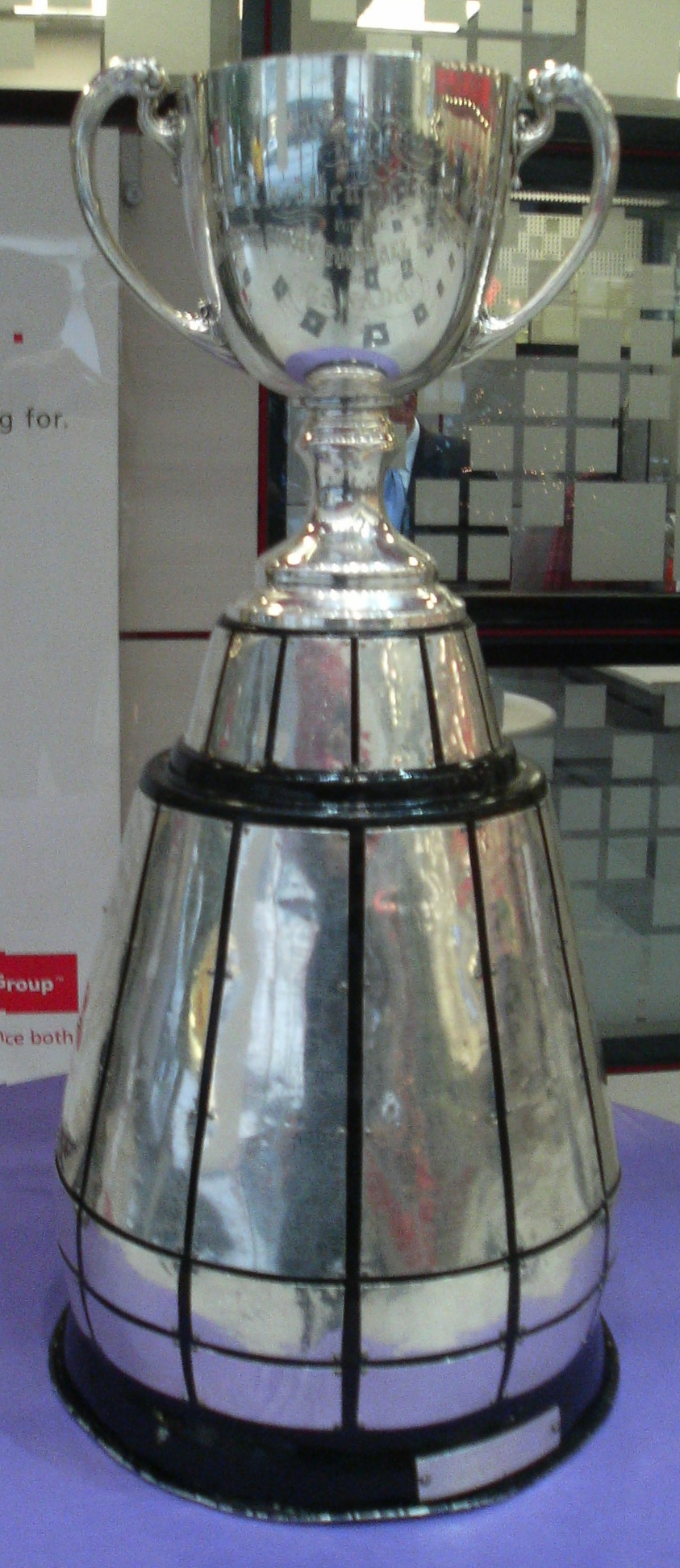
Der Grey Cup, Meisterpokal der CFL

Die Regular Season beginnt jeweils Mitte Juni und hört im frühen November auf. In diesen 21 Wochen spielt jedes Team achtzehnmal. Ein Heim- und Auswärtsspiel gegen jedes Team der anderen Division, zwei oder drei Spiele gegen ein Team der eigenen Division. In der Mitte der Saison finden zwei Spieltage mit nur jeweils zwei Spielpaarungen statt. Dadurch hat jedes Team ein spielfreies Wochenende (bye week) in der Saison.
Die Play-offs beginnen im November. Nach der Regular Season ist das führende Team jeder Division für das Divisionsfinale qualifiziert. Die jeweils zweitplatzierte Mannschaft muss gegen die drittplatzierte um die Teilnahme am Divisionsfinal spielen. Kann das viertplatzierte Team der anderen Division aber einen besseren Punktestand aufweisen, nimmt es statt des Drittplatzierten an den Ausscheidungen teil, was als sogenannte Crossover Rule (Überkreuz-Regel) bekannt ist. Die zwei Sieger des Divisionenfinals, die Division Champions, spielen im Grey Cup um den Meistertitel der Canadian Football League.

## Teams
| Team                     | Stadt              | Stadion(-name)        | Gegründet          | der CFL beigetreten | Cheftrainer        |                    |
| Eastern Conference       | Eastern Conference | Eastern Conference    | Eastern Conference | Eastern Conference  | Eastern Conference | Eastern Conference |
| ------------------------ | ------------------ | --------------------- | ------------------ | ------------------- | ------------------ | ------------------ |
| Hamilton Tiger-Cats      | Hamilton           | Tim Hortons Field     | 1869               | 1958                | George Cortez      |                    |
| Alouettes de Montréal    | Montreal           | Stade Percival-Molson | 1946               | 1958 1              | Marc Trestman      |                    |
| Ottawa RedBlacks         | Ottawa             | TD Place Stadium      | 2010               | 2014                | Jeff Hunt          |                    |
| Toronto Argonauts        | Toronto            | BMO Field             | 1873               | 1958                | Scott Milanovich   |                    |
| Western Conference       |                    |                       |                    |                     |                    |                    |
| BC Lions                 | Vancouver          | BC Place Stadium      | 1954               | 1958                | Mike Benevides     |                    |
| Calgary Stampeders       | Calgary            | McMahon Stadium       | 1909               | 1958                | John Hufnagel      |                    |
| Edmonton Elks            | Edmonton           | Commonwealth Stadium  | 1949               | 1958                | Kavis Reed         |                    |
| Saskatchewan Roughriders | Regina             | Mosaic Stadium        | 1910               | 1958                | Corey Chamblin     |                    |
| Winnipeg Blue Bombers    | Winnipeg           | IG Field              | 1930               | 1958                | Tim Burke          |                    |

Frühere Teams
| Mannschaft             | Stadt       | Jahre     |
| ---------------------- | ----------- | --------- |
| Ottawa Rough Riders    | Ottawa      | 1958–1996 |
| Ottawa Renegades       | Ottawa      | 2002–2005 |
| Baltimore Stallions    | Baltimore   | 1994–1995 |
| Birmingham Barracudas  | Birmingham  | 1995      |
| Las Vegas Posse        | Las Vegas   | 1994      |
| Memphis Mad Dogs       | Memphis     | 1995      |
| Sacramento Gold Miners | Sacramento  | 1993–1994 |
| San Antonio Texans     | San Antonio | 1995      |
| Shreveport Pirates     | Shreveport  | 1994–1995 |